# Botânica forense
Botânica forense é a área da ciência forense que utiliza-se de plantas, sementes ou quaisquer vestígios botânicos com o fim de obter provas para um crime ou comprovar testemunhos e/ou acusações. A botânica forense também é utilizada na obtenção de evidências e conexões entre a causa, hora e o local em que ocorreu o crime. A botânica forense estuda como as plantas podem ser utilizadas para a perícia de cenas criminais. Para atuar como botânico e aplicar a botânica forense, é necessário que o profissional tenha alguma especialização voltada para área ou  formação que esteja ligada ao estudo das plantas e vestígios vegetais, além de estar atrelada a conhecimentos básicos sobre perícia criminal. Nesse contexto, os conhecimentos botânicos são necessários para reconhecer as mais variadas espécies de plantas ilegais, além de notar as evidências destas. Outrossim, as plantas analisadas também podem exercer papel crucial na reconstrução da cena do crime,  já que contribuem para formação ou desconstrução de álibis e na descoberta do momento e do local do crime. Quando há um vestígio relacionado a plantas na cena do crime, o profissional buscará conferir a ligação desta ao processo e a metodologia do crime. Após outorgar a planta como evidência e atribuí-la a metodologia geral do crime, os investigadores irão conectar os vestígios botânicos a vítima, ao suspeito, a causa, hora, local e outras evidências do crime. A análise destes vestígios pode levar a soluções de diversos casos. Esta área foi aceita legalmente há cerca de 85 anos, quando usada para obtenção de evidências (na qual foi de extrema importância para a condenação do culpado) no rapto do bebê Lindbergh em 1932 na cidade Hopewell Township, New Jersey.

## Áreas de atuação
Para atuar na área de botânica forense, o profissional terá que estar amplamente familiarizado com áreas de estudo como:
Palinologia: Se refere ao estudo de grãos de pólen e esporos. A análise polínica é de extrema importância, visto que estes grãos possuem alto poder de conservação; Analisando a metodologia de dispersão, pode-se relacionar esta evidência ao momento e ao local do crime. O profissional desta área deve estar habituado a identificação de entidades artificiais e a complexidade dos organismos microscópicos, sua taxonomia e história.
Limnologia: Analisa os aspectos físico-químicos e biológicos presente nos ambientes de água doce. A limnologia permite ao profissional conectar a área aquática onde o corpo foi encontrado, determinar se o corpo foi arrastado pela correnteza e o tempo que está na área. Além de verificar os fluxos de matéria e a concentração de substâncias no cadáver.  
Dendrocronologia: Estudo e análise do crescimento e idade das árvores fundamentado a partir dos padrões dos anéis gravados em seu tronco, com isso facilita-se a datação do momento em que o crime ocorreu ou seu local.
Botânica molecular: Analisa a nível molecular os vestígios vegetais presentes da cena do crime.
Além de se aprofundar em estudos referentes a célula vegetal, taxonomia, ecologia e sistemática vegetal, uma vez que são de grande importância para a área. Para atuar na botânica forense, o profissional precisará possuir um ensino superior completo na área de biologia ou matérias relacionadas, além da especialização necessária.

## Casos reais
Ao decorrer dos últimos 100 anos, em todo o mundo, o uso da Botânica Forense foi de grande importância ajudando a solucionar diversos casos, sendo alguns de destaque devido a exposição mediática. Segue abaixo alguns desses casos:
O Rapto do Bebe Lindbergh
- Bruno Richard Hauptmann foi um carpinteiro condenado pelo sequestro assassinato do filho de Charles Lindbergh. Este caso ficou conhecido como “O caso do século”; Uma das evidências cruciais para a descoberta do culpado foi a madeira da escada deixada na área do crime. O botânico forense Arthur Koehler - especialista em identificação de madeira - examinou o tipo de madeira, o crescimento da árvore, diversas características padrões impressas na madeira, padrões de nó e as marcas de ferramentas deixada na escada. A partir de seus estudos, Koehler verificou se a madeira usada para a construção da escada coincidia com a madeira do chão do sótão de Hauptmann e os padrões correspondiam.

Caso do lago Guaíba
- Um cadáver humano foi encontrado boiando nas águas do lago Guaíba. Este cadáver possuía, em suas vestes, vestígios de vegetais terrestres. A análise feita revelou tratar-se de uma espécie de “pega-pega” e outra espécie de carrapicho, estas espécies possuem “ganchos” usados para adesão  - usada para disseminação das sementes - Consequentemente, estas espécies acabam aderidas roupas e pele humana. Estudando tais vestígios, pode-se encontrar endemismo, região restrita de desenvolvimento da espécie, e assim estabelecer o local que ocorreu o crime contra a pessoa encontrada no lago Guaíba.

Caso Mércia Nakashima
- A advogada Mércia Nakashima foi encontrada morta na represa de Nazaré Paulista. Durante as investigações foi encontrado na sola do sapato e no tapete do carro do suspeito, Mizael Bispo de Souza, algas verdes do gênero ''Stigeoclonium'' . Estas algas se desenvolvem em áreas de água doce e crescem em torno de 20 a 50 cm. O tempo em que as algas estavam no sapato batiam com a data do assassinato, além de ser uma área onde estas algas se desenvolvem. Devidos esta descoberta, as autoridades puderam condenar Mizael Bispo de Souza pela morte de Mércia Nakashima.

Caso Magdeburg
- Em 1994 na cidade de Magdeburg, Alemanha, foi encontrado 32 esqueletos humanos dentro de uma vala. A identidade dos esqueletos era desconhecida e logo sugeriram que estas pessoas foram mortas em 1945 pela polícia secreta ao final da guerra ou foram vítimas da polícia secreta ao fim da revolta da República Democrática Alemã, que aconteceu em junho de 1953. A partir destas hipóteses os profissionais, analisaram as cavidades das vítimas e encontraram grandes quantidades de pólen de uma espécie que libera esses grãos durantes os meses de junho e julho. Esta descoberta foi crucial para para a hipótese que afirma que eles foram mortos após a revolta da república democrática alemã, em Junho.

## Métodos
Na Botânica Forense há diversas formas de identificação; Apesar de suas muitas vantagens, a botânica forense tem seus limites; Como por exemplo o pólen, ele é muito comum, pode ser difícil associá-lo a uma área específica de pólen. Além disso, os investigadores devem garantir que as evidências enterradas não estejam contaminadas com pólen fresco na cena do crime. Árvores e raízes são úteis para determinar quanto tempo passou desde a morte, desde que o corpo foi colocado em um determinado local ou a hora em que ocorreu a morte. Como as plantas e árvores lenhosas crescem em ciclos anuais que variam de acordo com as condições ambientais, os anéis de crescimento podem ser contados para determinar o tempo de ocorrência de um evento, às vezes até centenas de anos depois. Isso é particularmente claro se as raízes crescerem através de roupas e ossos. Mesmo uma perda parcial do crescimento da raiz pode sugerir o período de tempo desde que ocorreu a ruptura. As espécies aquáticas também podem ser úteis. Por exemplo, algas e diatomáceas podem ser usadas para fazer um diagnóstico de morte por afogamento em água doce. Para confirmar o fato de um corpo ter se afogado, os botânicos identificam o número e as espécies de diatomáceas presentes nos pulmões e outros tecidos e correlacionam com a flora do local onde o indivíduo foi encontrado. Como as algas e diatomáceas variam sazonalmente, sua abundância e diversidade em uma área também podem ajudar a aproximar o intervalo de tempo após a morte ou gerar a “assinatura” de um habitat aquático que pode criar uma correspondência entre um corpo e um local específico.Testes botânicos também podem ser usados para identificar sepulturas clandestinas. Quando o solo é mexido, algumas plantas invadem rapidamente a superfície fresca; Outras espécies seguem umas às outras até que a área seja restabelecida. No entanto, a composição e o layout do novo layout nunca são exatamente iguais ao original. Por outro lado, a presença de um corpo enterrado pode modificar quimicamente o solo e também estimular ou inibir o crescimento. Essas diferenças podem ser visíveis por décadas.

## Estudiosos e Escritores Forenses
Dentro da Botânica forense existem diversos escritores e estudiosos como:
Jane H Bock e David O. Norris - escritores do livro “Forensic Plant Science”.
Heather MIller Coyle - PhD em biologia vegetal pela University of New Hampshire e escritora.
Arthur Koehler -  foi um tecnólogo chefe em madeira no Forest Products Laboratory em Madison, Wisconsin.